# Michael Kühne (Physiker)
Michael Kühne (* 26. März 1949 in Celle) ist ein deutscher Physiker und Metrologe.

## Leben
Kühne studierte an der Technischen Universität Hannover Physik, wo er 1973 das Diplom ablegte. Gefördert von der Studienstiftung des Deutschen Volkes, ging er für einen Forschungsaufenthalt an die Harvard University. Von 1974 bis 1977 war er wissenschaftlicher Assistent am Institut für Plasmaphysik der TU Hannover. Nach der Promotion zum Dr. rer. nat. wechselte er 1977 als Bundesbeamter zur Physikalisch-Technischen Bundesanstalt. Kühne arbeitete am Aufbau des PTB-Labors für Vakuum-Ultraviolett-Radiometrie am Elektronenspeicherring BESSY mit, das er ab 1986 leitete. 1991 wechselte Kühne zur Thermometrie und übernahm die Leitung des Fachbereichs Temperatur und Wärme. Er habilitierte sich 1992 in Hannover und wurde Privatdozent. Seit 1996 ist er apl. Professor.
2001 wechselte Kühne von Berlin nach Braunschweig, um die Leitung der Stabsstelle des Präsidiums zu übernehmen. Seit 2003 Präsidiumsmitglied, sorgt er für die internationale Zusammenarbeit der nationalen Metrologieinstitute von 33 europäischen Staaten und dem Institute for Reference Materials and Measurements (IRMM) der Europäischen Kommission. Dabei geht es um die Weiterentwicklung und Verbreitung des Internationalen Einheitensystems (SI). Kühne ist Fellow des Institute of Physics (London) und Mitherausgeber der Zeitschrift Measurement Science and Technology. Von 2009 bis 2012 war er als erster Deutscher Direktor des Bureau International des Poids et Mesures in Sèvres.